# Georges Grignard
Auguste Georges Paul Grignard (Villeneuve-Saint-Georges, 25 luglio 1905 – Le Port-Marly, 7 dicembre 1977) è stato un pilota automobilistico francese.
Come risultato di maggior rilievo della carriera ha vinto il Gran Premio di Parigi di Formula 1 del 1950, non valido per il Campionato Mondiale, mentre per quanto riguarda i Gran Premi validi per il mondiale, ha partecipato solo a quello di Spagna del 1951, senza portarlo a termine.

## Risultati in F1
| 1951 | Scuderia    | Vettura          |  |  |  |  |  |  |  |     | Punti | Pos. |
| ---- | ----------- | ---------------- |  |  |  |  |  |  |  | --- | ----- | ---- |
| 1951 | Talbot-Lago | Talbot-Lago T26C |  |  |  |  |  |  |  | Rit | 0     |      |

| Legenda | 1º posto     | 2º posto | 3º posto    | A punti         | Senza punti/Non class.  | Grassetto – Pole position Corsivo – Giro più veloce |
| Legenda | Squalificato | Ritirato | Non partito | Non qualificato | Solo prove/Terzo pilota | Grassetto – Pole position Corsivo – Giro più veloce |